# Oligoastrocytom
Oligoastrocytom je název pro širokou škálu variant nádorů gliových buněk, astrocytomů a oligodendrogliomů. Průměrný věk pacientů je 42 let.

## Léčba
Primární léčbou je radikální chirurgické odstranění. Reziduální nádorovou hmotu je možno odstranit při druhé resekci. Astrocytom téměř nikdy nemalignizuje. Vzácně lze použít radiochirurgický zákrok nebo jejich kombinaci. Po subtotální resekci se udává pětiletý interval dožití až v 80 % případů.